# Burgruine Möstling
Die Burgruine Möstling liegt im Ortsteil Matzelsdorf der Gemeinde Neumarkt im Mühlkreis im Bezirk Freistadt.

## Geschichte
Die Ruine der Höhenburg liegt auf einem Höhenrücken, um den die Kleine Gusen eine Schleife macht. Der Name der Burg ist verschollen. Es war eine langgestreckte Anlage in nordwestlicher Ausrichtung.
Über die Burg ist wenig bekannt. Aufgrund ihrer Größe kann sie nicht der Sitz eines Angehörigen des Niederadels (ehrbarer Knecht) gewesen sein. Vermutet wurde, dass sie eventuell dem urkundlich mehrfach bezeugten Otto von Chornspach gehört hat, der in dieser Gegend viele Besitztümer hatte. Diese Zuschreibung ist aufgrund aktueller Forschung aber irrig. 1499 wird die Ruine bereits als pueckhstall urkundlich erwähnt, war also damals schon verfallen. In den Urbaren der Herrschaft Freistadt finden sich noch zwei Flurnamen, die auf die Burg hinweisen: Purgkhstall (1565) bzw. Purchstall (1590). Wahrscheinlich diente die Burg während der Böhmeneinfälle im 14. Jahrhundert und während der Hussitenkriege im 15. Jahrhundert als Zufluchtsort. Es wird angenommen, dass sie durch die Hussiten zerstört und nicht mehr aufgebaut wurde.

## Möstling heute
Die Burgreste erstrecken sich über 60 Meter in Ost-West-Richtung auf zwei Terrassen. Die Burgstelle wurde genau vermessen. Die Außenmauern betragen bis zu 2,5 Meter, die Innenhöhe ist bis 1,70 Meter. An der Südostseite befindet sich eine Gussmauer, deren Außensteine einmal behauen waren. Diese Quader sind an vielen Stellen ausgebrochen und verschleppt worden. An der Südwestseite ist eine Fensteröffnung zu erkennen, deren Sturz aber herausgebrochen ist. Innerhalb des von der Ringmauer umschlossenen Areals befindet sich ein rechteckiger überwachsener Schutthügel, auf dem eventuell der Palas gestanden hat. Ein viereckiger Hauptturm wird vermutet, von diesem sind noch Fundamentmauern übrig geblieben. Erkennbar ist ein doppelter Abschnittsgraben und der zur Burg führende Weg, der so angelegt war, dass die vom Schilde unbedeckte Seite der Mauer zugekehrt war.
Nach mündlicher Überlieferung soll der Burmerhof in Matzelsdorf der Meierhof zur Burg gewesen sein. Im Keller des Burmerhauses findet sich ein etwa 15 Meter langer, mittlerweile eingestürzter Gang, von dem gesagt wird, dass er bis zur Burg geführt habe.
Das Mauerwerk ist etwas schwer zu finden; geht man von dem Haus Nr. 26 von Möstling in Richtung Norden, so stößt man im Wald auf den Burgstall. Die Mauern sind zum Großteil von Bäumen und Pflanzen überwuchert und im Gelände schwer erkennbar.

## Bildergalerie

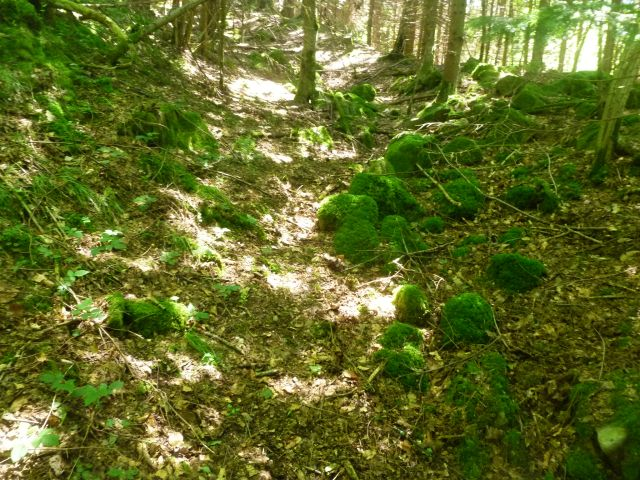
Burgruine Möstling
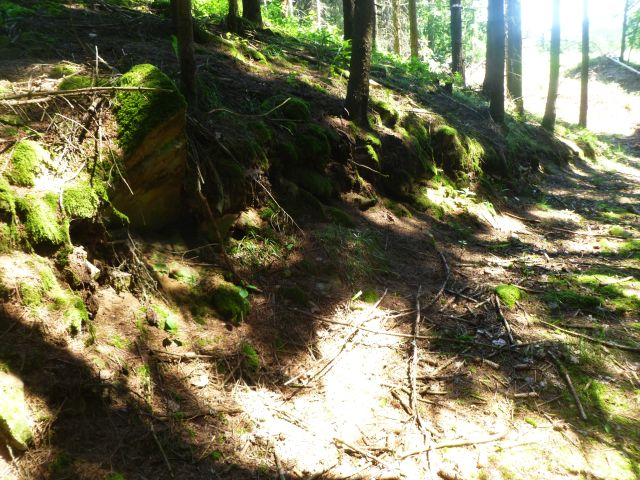
Burgruine Möstling
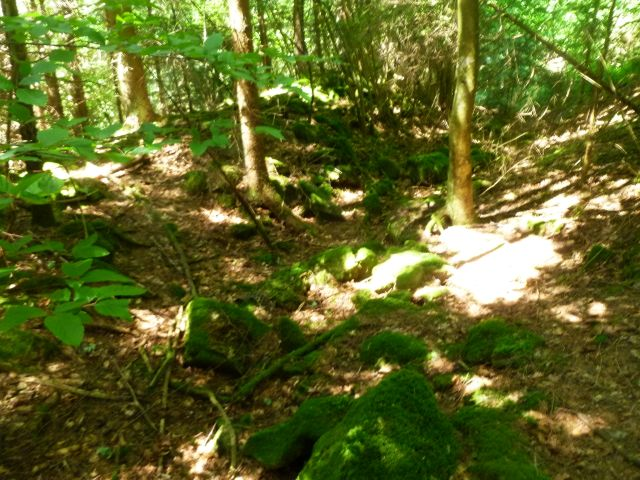
Burgruine Möstling